# Rubidoux
Rubidoux és una concentració de població designada pel cens dels Estats Units a l'estat de Califòrnia. Segons el cens del 2000 tenia 29.180 habitants.

## Demografia
Segons el cens del 2000, Rubidoux tenia 29.180 habitants, 7.991 habitatges, i 6.464 famílies. La densitat de població era de 1.230 habitants/km².
Dels 7.991 habitatges en un 48,8% hi vivien nens de menys de 18 anys, en un 56,6% hi vivien parelles casades, en un 16,9% dones solteres, i en un 19,1% no eren unitats familiars. En el 14,4% dels habitatges hi vivien persones soles el 5,2% de les quals corresponia a persones de 65 anys o més que vivien soles. El nombre mitjà de persones vivint en cada habitatge era de 3,6 i el nombre mitjà de persones que vivien en cada família era de 3,94.
Per edats la població es repartia de la següent manera: un 36% tenia menys de 18 anys, un 10,3% entre 18 i 24, un 29,7% entre 25 i 44, un 17,3% de 45 a 60 i un 6,7% 65 anys o més.
L'edat mediana era de 28 anys. Per cada 100 dones de 18 o més anys hi havia 99,1 homes.
La renda mediana per habitatge era de 38.731 $ i la renda mediana per família de 40.019 $. Els homes tenien una renda mediana de 32.252 $ mentre que les dones 23.287 $. La renda per capita de la població era de 13.912 $. Entorn del 17,2% de les famílies i el 20,8% de la població estaven per davall del llindar de pobresa.

## Poblacions properes
El següent diagrama mostra les poblacions més properes.